# DEFCON
DEFCON je angleška kratica za Defense Condition, ki označuje stopnjo pripravljenosti Oboroženih sil ZDA. Stopnje se glede na resnost situacije zmanjšujejo od 5 proti 1 in jih določa združeno poveljstvo.
V splošnem so stopnje propravljenosti opisane na naslednji način:
- DEFCON 5: Vojaške operacije v miru
- DEFCON 4: Normalno stanje, povečanje obveščevalne dejavnosti in varnostnih ukrepov
- DEFCON 3: Povečana pripravljenost oboroženih sil nad normalno stopnjo
- DEFCON 2: Dodatno povečana pripravljenost, priprava na napad
- DEFCON 1: Najvišja vojna pripravljenost, rezervirano za primer neposrednega napada na ameriške sile ali ozemlje. Možna uporaba vsega orožja (tudi jedrskega).

Poleg stopnje DEFCON se uporabljata tudi stanji EMERGCON, ki sta rezervirani za primer napada z balističnimi izstrelki ali letalskega napada.

Med hladno vojno je bila uporabljena stopnja DEFCON 4, v izrednih situacijah pa DEFCON 3. Najvišja stopnja pripravljenosti, ki naj bi jo dosegli, je bil DEFCON 2 med kubansko krizo leta 1962.